# Cantone di Conliège
Il Cantone di Conliège era una divisione amministrativa dell'arrondissement di Lons-le-Saunier.
A seguito della riforma approvata con decreto del 17 febbraio 2014, che ha avuto attuazione dopo le elezioni dipartimentali del 2015, è stato soppresso.

## Composizione
Comprendeva i comuni di:
- Blye
- Briod
- Châtillon
- Conliège
- Courbette
- Crançot
- Mirebel
- Montaigu
- Nogna
- Pannessières
- Perrigny
- Poids-de-Fiole
- Publy
- Revigny
- Saint-Maur
- Verges
- Vevy